# Podúsek Komárno

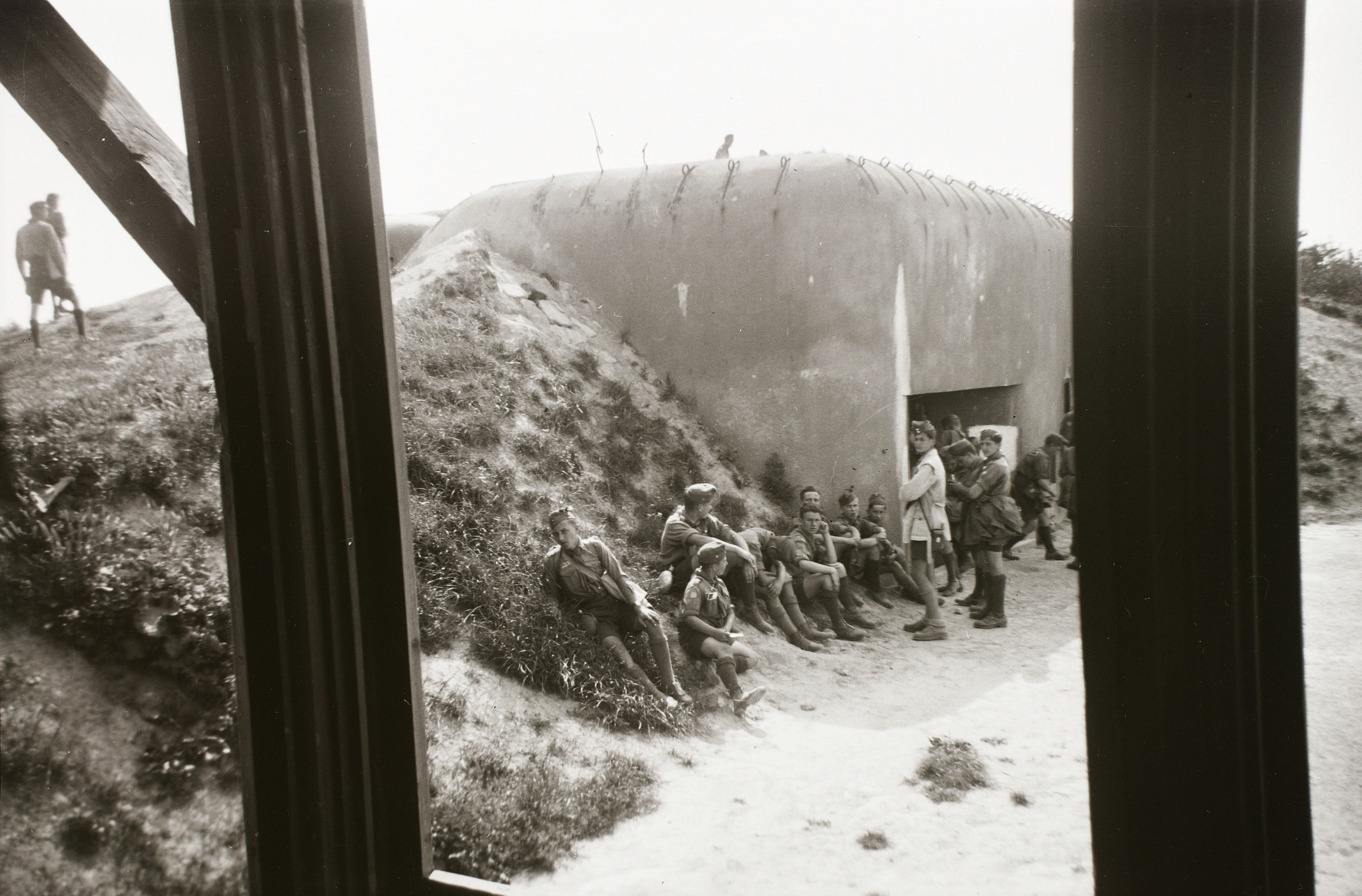
Pěchotní srub Ko-S 4 „Ostrov“ v roce 1939

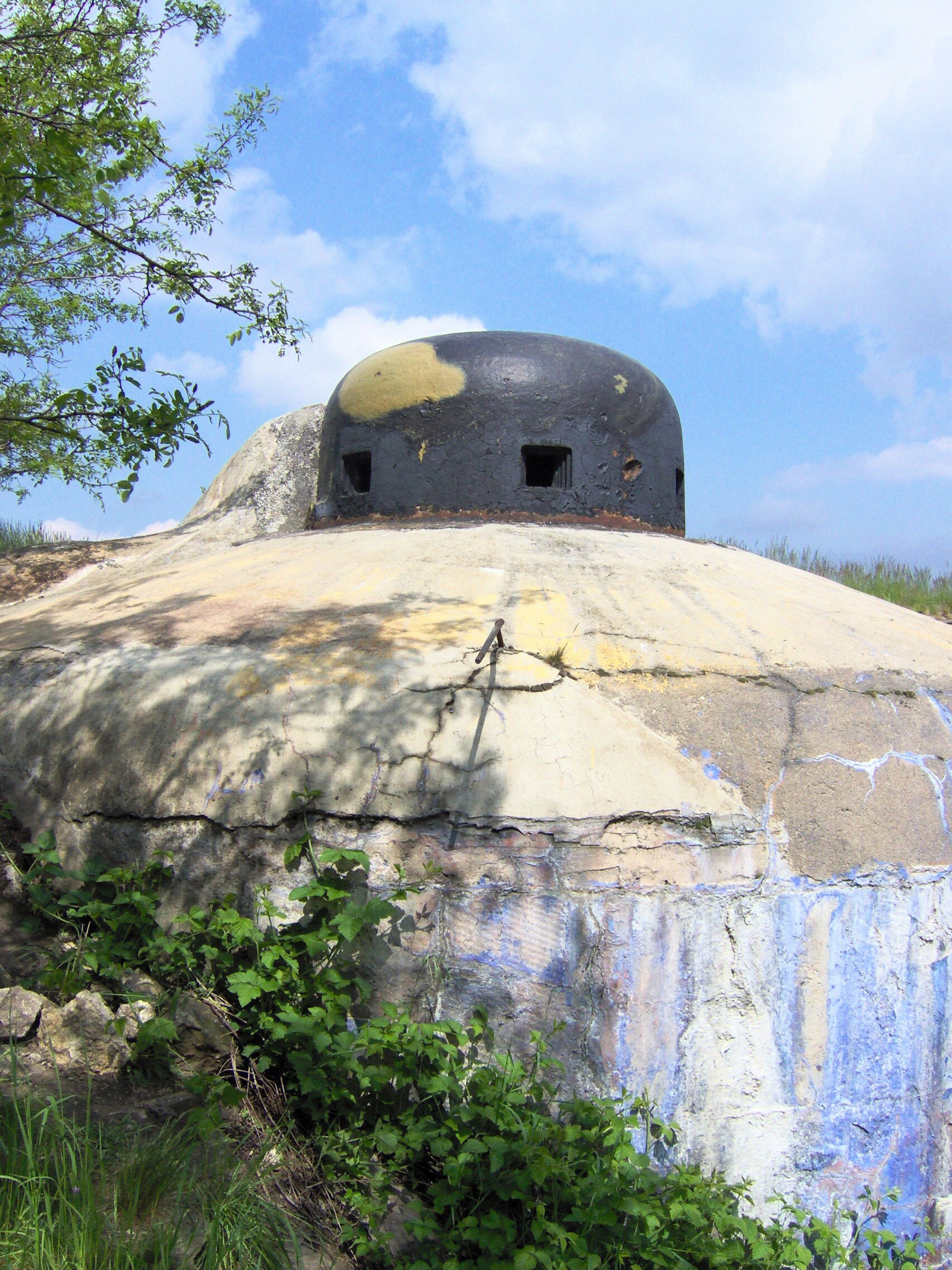
Pancéřový zvon ze srubu Ko-S 4 na objektu MJ-S 29

Stavební podúsek Komárno byl jedním ze dvou podúseků československého těžkého opevnění budovaného před druhou světovou válkou na jižním Slovensku. Výstavbu zajišťovala ženijní skupina 21 Bratislava. Komárenský prostor byl chráněn třemi pěchotními sruby, jež byly obsazeny hraničářskou četou (velitel npor. pěch. S. Neuschl) pěšího pluku 12, který byl podřízen Hraniční oblasti 39.

## Základní údaje
Výstavba objektů byla zadána firmě Inžesta, s. r. o., Bratislava dne 13. března 1937 za částku 1 776 125,25 Kč. První pracovní den byl určen předáním staveniště 10. května téhož roku, lhůta na dokončení prací byla stanovena na 80 pracovních dnů. Velitelem podúseku byl kpt. žen. Ladislav Palička, stavbyvedoucím se stal por. stav. Karel Pavlíček.

## Průběh linie
Těžké objekty v Komárně nevytvářely souvislou linii. Podle původních plánů zde mělo být vybudováno celkem pět bunkrů, z nichž tři měly chránit železniční most přes Dunaj a zbylé dva silniční most přes tutéž řeku. Od plánu na výstavbu objektu Ko-S 2, který měl čelně postřelovat vlakový most, bylo v roce 1936 z důvodu vysokých nákladů upuštěno (měl stát na vysokém náspu v ose mostu za železniční tratí). Místo něj měl být zesílen strážní domek u trati a most měl být vybaven náloží a podzemní štolou. Zrušen byl rovněž i srub Ko-S 5, jenž měl protitankovým kanónem v čelní pancéřové polokopuli bránit silniční most přes hraniční řeku. Na jeho místě měla být zbudována střelecká místnost pod pancířem u levého chodníku. Nakonec nedošlo k výstavbě ani těchto zařízení.
Zbývající tři objekty tak zůstaly jedinými opevněnými body; sruby Ko-S 1 a 3 chránily železniční most, objekt Ko-S 4 postřeloval silniční most.

## Seznam objektů
Pozn.: Objekty jsou řazeny od západu na východ.
| Snímek      | Další snímky                                            | Označení | Název      | Odolnost | Datum betonáže      | Osazení zvonů                 | Umístění                        | Poznámky              |
| ----------- | ------------------------------------------------------- | -------- | ---------- | -------- | ------------------- | ----------------------------- | ------------------------------- | --------------------- |
|             |                                                         | Ko-S 1   | Nová Stráž | II       | 1.–7. srpna 1937    | 29. září – 11. října 1937     | 47°45′32″ s. š., 18°4′45″ v. d. | jednopodlažní, zničen |
|             |                                                         | Ko-S 3   | Ústředna   | II       | 11.–18. června 1937 | 13.–18. října 1937            | 47°45′27″ s. š., 18°5′50″ v. d. | jednopodlažní         |
| Ko-S Ostrov | Kategorie „Ko-S 4 Ostrov casemate“ na Wikimedia Commons | Ko-S 4   | Ostrov     | II       | 21.–27. srpna 1937  | 21. října – 1. listopadu 1937 | 47°45′13″ s. š., 18°6′47″ v. d. | jednopodlažní, zničen |

## Popis objektů

### Ko-S 1 „Nová Stráž“

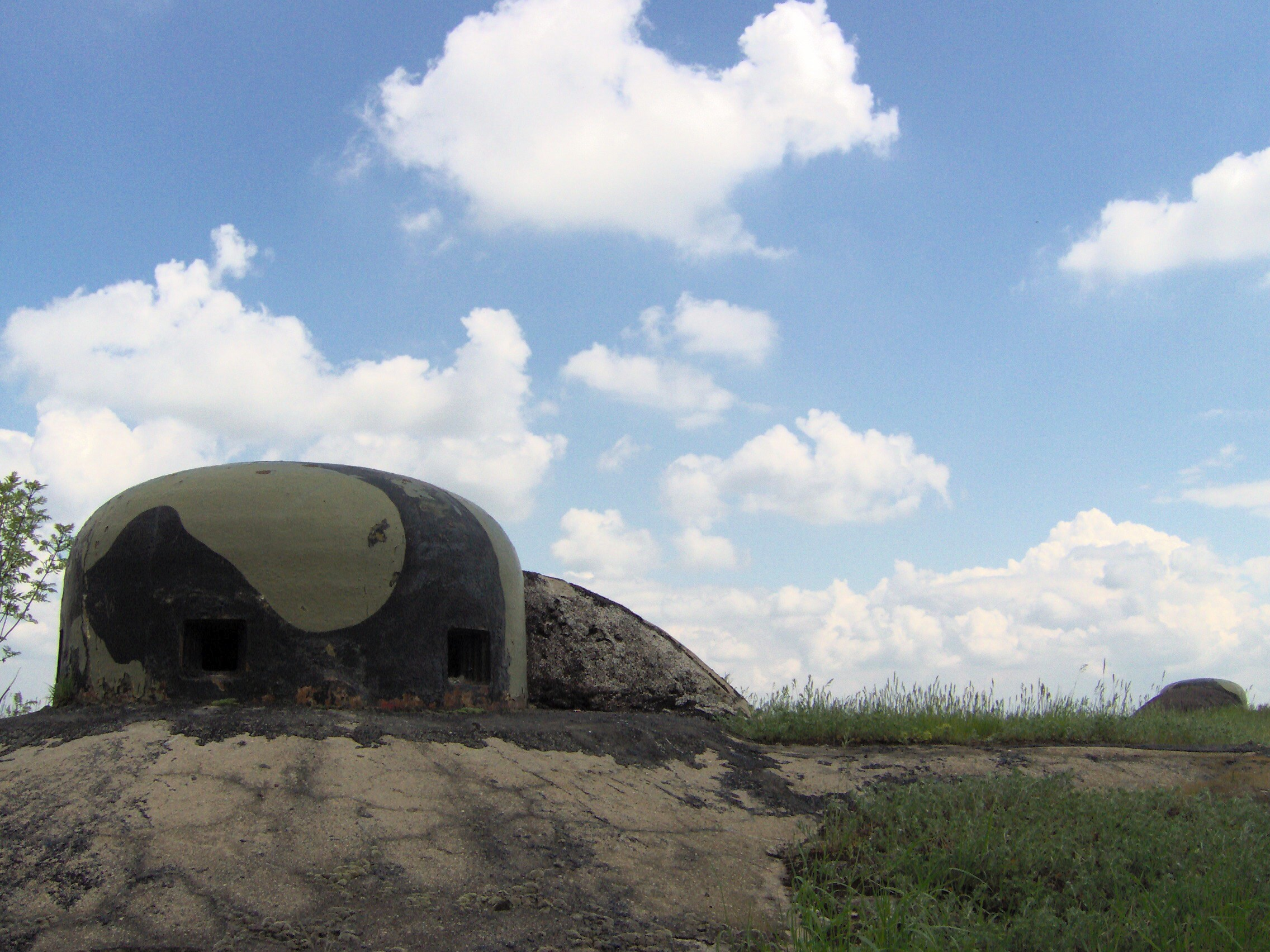
Strop objektu MJ-S 16 se zvonem ze srubu Ko-S 1 v popředí

Jedná se o atypický bezkřídlý oboustranný pěchotní srub s hlavními zbraněmi „pod pancířem“. Byl vyprojektován ve II. stupni odolnosti jako jednopodlažní (vzhledem k vysoké hladině spodní vody a umístění objektu téměř na břehu Dunaje). Vybetonován byl 1. až 7. srpna 1937. Jeho hlavní výzbroj tvořily dva těžké kulomety vz. 37, které byly umístěny ve dvou pancéřových kopulích po stranách objektu, z nichž levá postřelovala železniční most. V čelní straně uprostřed délky objektu se nacházel zvon pro lehký kulomet vz. 26 pro ochranu blízkého okolí. U vchodu se pro stejný účel nacházel tentýž kulometem ve střílně „pod betonem“.
Za druhé světové války byl srub poškozen vytržením obou kopulí a pancéřového zvonu, přičemž všechny tři pancéřové prvky byly ponechány poblíž objektu. Na přelomu let 1949 a 1950 byl zvon druhotně osazen v jihomoravském objekt MJ-S 16 „Výběžek“, kde se nachází dodnes. Pěchotní srub Ko-S 1 byl v roce 1969 zcela zničen odstřelem kvůli budování protipovodňových hrází. Místo, kde se nacházel je však dodnes patrné.

### Ko-S 3 „Ústředna“ a Ko-S 4 „Ostrov“
Tyto objekty byly stavebně shodné, pouze zrcadlově obrácené. Půdorysně připomínaly srub R-S 54 „Na potoku“ poblíž Zemské brány. Byly to bezkřídlé jednostranné pěchotní sruby vybudované ve II. stupni odolnosti. Objekt Ko-S 3 byl vybetonován jako první v Komárně mezi 11. a 18. červnem 1937, srub Ko-S 4 naopak jako poslední 21. až 27. srpna téhož roku. Oba objekty byly jednopodlažní. Byly vybaveny jednou pancéřovou kopulí pro dvojče těžkých kulometů vz. 37 (Ko-S 3 vpravo, postřelovala železniční most; Ko-S 4 vlevo, postřelovala silniční most) a jedním pancéřovým zvonem pro lehký kulomet vz. 26. Jejich vchody byly atypické vchody, neboť neměly standardního zalomení se střílnou pro ruční zbraň. Týly objektů byly chráněny vždy dvěma lehkými kulomety vz. 26 ve střílnách „pod betonem“.
Rovněž i tyto sruby byly za války postiženy vytržením stropních pancéřových prvků, které byly ponechány v blízkosti objektů. Oba zvony pro kulomety byly v letech 1949 a 1950 osazeny do jihomoravského objektu MJ-S 29 „Svah“ poblíž Mikulova. Srub Ko-S 4 byl stejně jako „jednička“ v roce 1969 odstřelen, neboť překážel budování protipovodňových hrází. Jediným zachovaným komárenským objektem je srub Ko-S 3 „Ústředna“, který byl přebudován na garáž.